# Комазине (Тренто)
Комазине је насеље у Италији у округу Тренто, региону Трентино-Јужни Тирол.
Према процени из 2011. у насељу је живело 110 становника. Насеље се налази на надморској висини од 1202 м.